# 2007年国家领导人列表

## 非洲
- 阿爾及利亞
  - 總統：（Abdelaziz Bouteflika）（1999年－）
  - 總理：阿卜杜勒-阿齐兹·贝勒卡迪姆（Abdelaziz Belkhadem）（2006年－）
- 安哥拉
  - 總統：（José Eduardo dos Santos）（1979年－）
  - 總理：费尔南多·达皮耶达德·迪亚斯·多斯桑托斯（Fernando da Piedade Dias dos Santos）（2002年－）
- 貝寧
  - 总统：亚伊·博尼（Yayi Boni）（2006年－）
- 博茨瓦納
  - 总统：费斯图斯·莫哈埃（Festus Mogae）（1998年－）
- 布基納法索
  - 总统：布莱兹·孔波雷（Blaise Compaoré）（1987年－）
  - 总理：
    1. 帕拉曼加·埃内斯特·永利（Paramanga Ernest Yonli）（2000年－2007年）
    2. 泰尔蒂于·宗戈（Tertius Zongo）（2007年－）
- 布隆迪
  - 总统：皮埃尔·恩库伦齐扎（Pierre Nkurunziza）（2005年－）
- 喀麥隆
  - 总统：保罗·比亚（Paul Biya）（1982年－）
  - 总理：埃弗拉伊姆·伊诺尼（Ephraim Inoni）（2004年－）
- 佛得角
  - 总统：佩德罗·皮雷斯（Pedro Pires）（2001年－）
  - 总理：若泽·马里亚·内维斯（José Maria Neves）（2001年－）
- 中非共和國
  - 总统：弗朗索瓦·博齐泽（François Bozizé）（2003年－）
  - 总理：埃利·多泰（Elie Doté）（2005年－）
- 乍得
  - 总统：伊德里斯·德比（Idriss Déby）（1990年－）
  - 总理：
    1. 帕斯卡尔·约阿迪姆纳吉（Pascal Yoadimnadji）（2005年－2007）
    2. 阿杜姆·尤努斯米（Adoum Younousmi）（2007年代理）
    3. 德尔瓦·卡西雷·库马科耶（Delwa Kassiré Koumakoye）（2007年－）
- 科摩羅
  - 总统：艾哈迈德·阿卜杜拉·穆罕默德·桑比（Ahmed Abdallah Sambi）（2006年－）
- 剛果民主共和國
  - 总统：约瑟夫·卡比拉（Joseph Kabila）（2001年－）
  - 总理：安托万·基赞加（Antoine Gizenga）（2006年－）
- 剛果共和國
  - 总统：德尼·萨索·恩格索（Denis Sassou Nguesso）（1997年－）
  - 总理：伊西多尔·姆武巴（Isidore Mvouba）（2005年－）
- 科特迪瓦
  - 总统：洛朗·巴博（Laurent Gbagbo）（2000年－）
  - 总理：
    1. 夏尔·科南·班尼（Charles Konan Banny）（2005年－2007年）
    2. 纪尧姆·索罗（Guillaume Soro）（2007年－）
- 吉布堤
  - 总统：伊斯梅尔·奥马尔·盖莱（Ismail Omar Guelleh）（1999年－）
  - 总理：迪莱塔·穆罕默德·迪莱塔（Dileita Mohamed Dileita）（2001年－）
- 赤道畿內亞
  - 总统：特奥多罗·奥比昂·恩圭马·姆巴索戈（Teodoro Obiang Nguema Mbasogo）（1979年－）
  - 总理：里卡多·曼格·奥巴马·恩富比（Ricardo Mangue Obama Nfubea）(2006- )
- 厄立特里亞
  - 总统：伊萨亚斯·阿费沃尔基（Isaias Afwerki）（1993年－）
- 埃塞俄比亞
  - 总统：吉尔马·沃尔德-乔治斯（Girma Wolde-Giorgis）（2001年－）
  - 总理：梅莱斯·泽纳维（Meles Zenawi）（1995年－）
- 加蓬
  - 总统：奥马尔·邦戈（Omar Bongo）（1967年－）
  - 总理： 让·埃耶格·恩东（Jean Eyeghe Ndong）（2006年－）
- 岡比亞
  - 总统：叶海亚·贾梅（Yahya Jammeh）（1994年－）
- 加納
  - 总统：约翰·库福尔（John Kufuor）（2001年－）
- 畿內亞
  - 总统：兰萨纳·孔戴（Lansana Conté）（1984年－）
  - 总理：
    1. 欧仁·卡马拉（Eugène Camara）（2007年）
    2. 兰萨纳·库亚特（Lansana Kouyaté）（2007年－）
- 幾內亞比紹
  - 总统：若昂·贝尔纳多·维埃拉（João Bernardo Vieira）（2005年－）
  - 总理：
    1. 阿里斯蒂德斯·戈梅斯（Aristides Gomes）（2005年－2007年）
    2. 马蒂纽·恩达法·卡比（Martinho Ndafa Kabi）（2007年－）
- 肯雅
  - 总统：姆瓦伊·基巴基（Mwai Kibaki）（2002年－）
- 萊索托
  - 君主：莱齐三世（Letsie III）（1996年－）
  - 首相：帕卡利塔·莫西西利（Pakalitha Mosisili）（1998年－）
- 利比里亞
  - 总统：埃伦·约翰逊-瑟利夫（Ellen Johnson-Sirleaf）（2006年－）
- 利比亞
  - 革命领导人：穆阿迈尔·卡扎菲（Muammar al-Qaddafi）（1969年－）
  - 总人民大会秘书：赞塔尼·穆罕默德·赞塔尼（Zentani Muhammad az-Zentani）（1992年－）
  - 总人民委员会秘书：巴格达迪·马哈茂迪（Baghdadi Mahmudi）（2006年－）
- 马达加斯加
  - 总统：马克·拉瓦卢马纳纳（Marc Ravalomanana）（2002年－）
  - 总理：
    1. 雅克·西拉（Jacques Sylla）（2002年－2007年）
    2. 夏尔·拉贝马南贾拉（Charles Rabemananjara）（2007年－）
- 马拉维
  - 总统：宾古·瓦·穆塔里卡（Bingu wa Mutharika）（2004年－）
- 馬里
  - 总统：阿马杜·图马尼·杜尔（Amadou Toumani Touré）（2002年－）
  - 总理：奥斯曼·优素菲·马伊加（Ousmane Issoufi Maïga）（2004年－）
- 毛里塔尼亞
  - 公正与民主军事委员会主席：
    1. 埃利·乌尔德·穆罕默德·瓦勒（Ely Ould Mohamed Vall）（2005年－2007年）
    2. 西迪·乌尔德·谢赫·阿卜杜拉希（Sidi Ould Cheikh Abdallahi）（2007年－）

  - 总理：
    1. 西迪·穆罕默德·乌尔德·布巴卡尔（Sidi Mohamed Ould Boubacar）（2005年－2007年）
    2. 扎因·乌尔德·扎伊丹（Zeine Ould Zeidane）（2007年－）
- 毛里裘斯
  - 总统：阿内罗德·贾格纳特（Anerood Jugnauth）（2003年－）
  - 总理：纳温·拉姆古兰（Navin Ramgoolam）（2005年－）
- 摩洛哥
  - 君主：穆罕默德六世（Mohammed VI）（1999年－）
  - 首相：德里斯·杰图（Driss Jettou）（2002年－）
- 莫桑比克
  - 总统：阿曼多·格布扎（Armando Guebuza）（2005年－）
  - 总理：路易莎·迪奥戈（Luisa Diogo）（2004年－）
- 納米比亞
  - 总统：希菲凯普涅·波汉巴（Hifikepunye Pohamba）（2005年－）
  - 总理：纳哈斯·安古拉（Nahas Angula）（2005年－）
- 尼日爾
  - 总统：坦贾·马马杜（Tandja Mamadou）（1999年－）
  - 总理：
    1. 哈马·阿马杜（Hama Amadou）（2000年－2007年）
    2. 赛义尼·奥马鲁（Seyni Oumarou）（2007年－）
- 尼日利亞
  - 总统：
    1. 奥卢塞贡·奥巴桑乔（Olusegun Obasanjo）（1999年－2007年）
    2. 奥马鲁·亚拉杜瓦（Umaru Musa Yar'Adua）（2007年－）
- 盧旺達
  - 总统：保罗·卡加梅（Paul Kagame）（2000年－）
  - 总理：贝尔纳·马库扎（Bernard Makuza）（2000年－）
- 聖多美和普林西比
  - 总统：弗拉迪克·德梅内塞斯（Fradique de Menezes）（2001年－）
  - 总理：托梅·韦拉·克鲁斯（Tomé Vera Cruz）（2006年－）
- 塞內加爾
  - 总统：阿卜杜拉耶·瓦德（Abdoulaye Wade）（2000年－）
  - 总理：
    1. 麦基·萨勒（Macky Sall）（2004年－2007年）
    2. 谢赫·哈吉布·苏马雷（Cheikh Hadjibou Soumaré）（2007年－）
- 塞舌爾
  - 总统：詹姆斯·米歇尔（James Michel）（2004年－）
- 塞拉利昂
  - 总统：艾哈迈德·泰詹·卡巴（Ahmad Tejan Kabbah）（1998年－）
- 索馬里
  - 总统：阿卜杜拉希·优素福·艾哈迈德（Abdullahi Yusuf Ahmed）（2004年－）
  - 总理：阿里·穆罕默德·盖迪（Ali Muhammad Ghedi）（2004年－）
- 南非
  - 总统：塔博·姆贝基（Thabo Mbeki）（1999年－）
- 蘇丹
  - 总统：奥马尔·贝希尔（Omar al-Bashir）（1989年－）
- 斯威士蘭
  - 君主：姆斯瓦蒂三世（Mswati III）（1986年－）
  - 首相：滕巴·德拉米尼（Themba Dlamini）（2003年－）
- 坦桑尼亞
  - 总统：贾卡亚·基奎特（Jakaya Kikwete）（2005年－）
  - 总理：爱德华·洛瓦萨（Edward Lowassa）（2005年－）
- 多哥
  - 总统：福雷·纳辛贝（Faure Gnassingbé）（2005年－）
  - 总理：亚乌维·阿博伊博（Yawovi Agboyibo）（2006年－）
- 突尼斯
  - 总统：齐纳·阿比丁·本·阿里（Zine El Abidine Ben Ali）（1987年－）
  - 总理：穆罕默德·盖努希（Mohamed Ghannouchi）（1999年－）
- 烏干達
  - 总统：约韦里·穆塞韦尼（Yoweri Museveni）（1986年－）
  - 总理：阿波罗·恩西班比（Apolo Nsibambi）（1999年－）
- 西撒哈拉
  - 总统：穆罕默德·阿卜杜勒-阿齐兹（Mohammed Abdelaziz）（1976年－）
  - 总理：阿卜杜勒-卡德尔·塔利布·奥马尔（Abdelkader Taleb Oumar）（2003年－）
- 贊比亞
  - 总统：利维·姆瓦纳瓦萨（Levy Mwanawasa）（2002年－）
- 津巴布韋
  - 总统：罗伯特·穆加贝（Robert Mugabe）（1987年－）

## 亞洲
- 阿富汗
  - 总统：哈米德·卡尔扎伊（Hamid Karzai）（2001年－）
- 孟加拉国
  - 总统：伊阿久丁·艾哈迈德（Iajuddin Ahmed）（2002年－）
  - 总理：
    1. 伊阿久丁·艾哈迈德（Iajuddin Ahmed）（2006年－2007年）
    2. 法赫尔丁·艾哈迈德（Fakhruddin Ahmed）（2007年－）
- 不丹
  - 国王：吉格梅·凯撒·纳姆加尔·旺楚克（Jigme Khesar Namgyal Wangchuck）（2006年－）
  - 首相：利翁波·坎杜·旺楚克（Lyonpo Khandu Wangchuck）（2006年－）
- 汶萊
  - 苏丹：哈桑纳尔·博尔基亚（Hassanal Bolkiah）（1967年－）
- 柬埔寨
  - 国王：诺罗敦·西哈莫尼（Norodom Sihamoni）（2004年－）
  - 首相：（Hun Sen）（1998年－）
- 中華人民共和國:
  - 中共中央總書記：胡锦涛（2002年－）
  - 國家主席：胡锦涛（2003年－）
  - 國務院總理：温家宝（2003年－）
- 中華民國
  - 總統：陳水扁（2000年－2008年）
  - 行政院長：
    1. 蘇貞昌（2006年－2007年）
    2. 張俊雄（2007年－）
- 東帝汶
  - 总统：
    1. 沙纳纳·古斯芒（Xanana Gusmão）（2002年－2007年）
    2. 若泽·拉莫斯·奥尔塔（José Ramos Horta）（2007年－）

  - 总理：
    1. 若泽·拉莫斯·奥尔塔（José Ramos Horta）（2006年－2007年）
    2. 埃斯塔尼斯劳·达席尔瓦（Estanislau da Silva）（2007年－）
- 印度
  - 总统：阿卜杜勒·卡拉姆（Abdul Kalam）（2002年－）
  - 总理：曼莫汉·辛格（Manmohan Singh）（2004年－）
- 印度尼西亞
  - 總統：（Susilo Bambang Yudhoyono）（2004年－）
- 日本
  - 天皇：明仁天皇（Akihito）（1989年－）
    1. 內閣總理大臣：安倍晉三（Shinzo Abe）（2006年－2007年）
    2. 內閣總理大臣：福田康夫（Yasuo Fukuda）（2007年－）
- 哈萨克斯坦
  - 总统：努尔苏丹·纳扎尔巴耶夫（Nursultan Nazarbayev）（1991年－）
  - 总理：
    1. 达尼亚尔·艾哈迈托夫（Daniyal Akhmetov）（2003年－2007）
    2. 卡里姆·马西莫夫（Karim Masimov）（2007年－）
- 朝鮮
  - 最高领导人：金正日（Kim Jong-il）（1994年－）
  - 最高人民议会常任委员长：金永南（Kim Yong-nam）（1998年－）
  - 内阁总理：
    1. 朴凤柱（Pak Pong-ju）（2003年－2007年）
    2. 金英日（Kim Yong-il）（2007年－）
- 韓國
  - 總統：盧武鉉（Roh Moo-hyun）（2003年－）
  - 國務總理：
    1. 韓明淑（Han Myeong Sook）（2006年－2007年）
    2. 韩惪洙（Han Duck-soo）（2007年－）
- 吉尔吉斯斯坦
  - 总统：库尔曼别克·巴基耶夫（Kurmanbek Bakiyev）（2005年－）
  - 总理：
    1. 费利克斯·库洛夫（Feliks Kulov）（2005年－2007年）
    2. 阿齐姆·伊萨别科夫（Azim Isabekov）（2007年）
    3. 阿尔马兹别克·阿坦巴耶夫（Almazbek Atambayev）（2007年－）
- 老撾
  - 老挝人革党中央总书记：朱马利·赛雅宋（Choummaly Sayasone）（2006年－）
  - 国家主席：朱马利·赛雅宋（Choummaly Sayasone）（2006年－）
  - 总理：布瓦松·布帕万（Bouasone Bouphavanh）（2006年－）
- 馬來西亞
  - 最高元首：苏丹米占·再那·阿比丁（Sultan Mizan Zainal Abidin）（2006年－）
  - 首相：阿都拉·巴达威（Dato' Seri Abdullah bin Ahmad Badawi）（2003年－）
- 馬爾代夫
  - 总统：穆蒙·阿卜杜勒·加尧姆（Maumoon Abdul Gayoom）（1978年－）
- 蒙古
  - 總統：那木巴尔·恩赫巴亚尔（Nambaryn Enkhbayar）（2005年－）
  - 總理：米耶贡布·恩赫包勒德（Miyeegombo Enkhbold）（2006年－）
- 緬甸
  - 国家和平与發展委員會主席：丹瑞（Than Shwe）（1992年－）
  - 总理：梭温（Soe Win）（2004年－）
- 尼泊爾
  - 国王：贾南德拉·比尔·比克拉姆·沙阿·德夫（Gyanendra Bir Bikram Shah Dev）（2001年－）
  - 首相：吉里贾·普拉萨德·柯依拉腊（Girija Prasad Koirala）（2006年－）
- 巴基斯坦 -
  - 总统：佩尔韦兹·穆沙拉夫（Pervez Musharraf）（2001年－）
  - 总理：肖卡特·阿齐兹（Shaukat Aziz）（2004年－）
- 菲律賓
  - 总统：格洛丽亚·马卡帕加尔·阿罗约（Gloria Macapagal-Arroyo）（2004年－）
- 新加坡
  - 總統：塞拉潘·纳丹（S. R. Nathan）（1999年－）
  - 總理：李顯龍（Lee Hsien Loong）（2004年－）
- 斯里蘭卡
  - 总统：马欣达·拉贾帕克萨（Mahinda Rajapakse）（2005年－）
  - 总理：拉特纳西里·维尔勒马纳亚克（Ratnasiri Wickremanayake）（2005年－）
- 塔吉克斯坦
  - 总统：埃莫马利·拉赫蒙（Emomali Rahmon）（1992年－）
  - 总理：阿基勒·阿基洛夫（Akil Akilov）（1999年－）
- 泰國
  - 国王：普密蓬·阿杜德（Bhumibol Adulyadej）（1946年－）
  - 總理：素拉育·朱拉暖（Surayud Chulanont）（2006年－）
- 土库曼斯坦
  - 总统：古尔班古雷·别尔德穆罕默多夫（Gurbanguly Berdimuhammedow）（代理）（2006年－）
- 乌兹別克斯坦
  - 总统：伊斯拉姆·卡里莫夫（Islam Karimov）（1991年－）
  - 总理：沙夫卡特·米尔季约耶夫（Shavkat Mirziyayev）（2003年－）
- 越南
  - 越共中央总书记：农德孟（Nong Duc Manh ）（2001年－）
  - 国家主席：阮明哲（Nguyen Minh Triet）（2006年－）
  - 政府總理：阮晉勇（Nguyen Tan Dung）（2006年－）

## 大洋洲
- 美屬薩摩亞
  - 总督：托吉奥拉·图拉福诺（Togiola Tulafono）（2003年－2013年）
- 澳大利亞
  - 君主：伊丽莎白二世（Elizabeth II）（1952年－）
  - 总督：迈克尔·杰弗里（Michael Jeffery）（2003年－2008年）
  - 总理：
    1. 约翰·霍华德（John Howard）（1996年－2007年）
    2. 陸克文（2007年-2010年）
- 斐濟
  - 总统：约瑟法·伊洛伊洛（Josefa Iloilo）（2000年－2009年）
    - 临时总统：弗兰克·姆拜尼马拉马（Frank Bainimarama）（2006年－2007年）

  - 总理：
    1. 乔纳·塞尼兰加卡利（Jona Senilagakali）（2006年－2007年）
    2. 弗兰克·姆拜尼马拉马（Frank Bainimarama）（2007年－）
- 基里巴斯
  - 总统：汤安诺（Anote Tong）（2003年－2016年）
- 馬紹爾群島
  - 总统：凯塞·诺特（Kessai Note）（2000年－2008年）
- 密克羅尼西亞聯邦
  - 总统：
    1. 约瑟夫·乌鲁塞马尔（Joseph Urusemal）（2003年－2007年）
    2. 曼尼·莫里（Manny Mori）（2007年－2015年）
- 瑙魯
  - 总统：路德维格·斯科蒂（Ludwig Scotty）（2004年－2007年）
- 新西蘭
  - 君主：伊丽莎白二世（Elizabeth II）（1952年－）
  - 总督：阿南德·萨蒂亚南德（Anand Satyanand）（2006年-2011年）
  - 总理：海伦·克拉克（Helen Clark）（1999年－2008年）
- 帕劳
  - 总统：汤米·雷门格绍（Tommy Remengesau）（2001年－2009年）
- 巴布亞新畿內亞
  - 君主：伊丽莎白二世（Elizabeth II）（1975年－）
  - 总督：波利亚斯·马塔内（Paulias Matane）（2004年－2010年）
  - 总理：迈克尔·索马雷（Michael Somare）（2002年－2011年）
- 薩摩亞
  - 国家元首：
    1. 马列托阿·塔努马菲利二世（Malietoa Tanumafili II）（1963年－2007年）
    2. 图普阿·塔马塞塞·图普奥拉·图福加·埃菲（Tupua Tamasese Tupuola Tufuga Efi）（2007年－）

  - 总理：图伊莱帕·赛莱莱·马列莱高伊（Tuila'epa Sailele Malielegaoi）（1998年－）
- 索羅門群島
  - 君主：伊丽莎白二世（Elizabeth II）（1978年－）
  - 总督：纳撒尼尔·维纳（Nathaniel Waena）（2004年－2009年）
  - 总理：梅纳西·索加瓦雷（Manasseh Sogavare）（2006年－2007年）
- 湯加
  - 国王：乔治·图普五世（George Tupou V）（2006年－）
  - 首相：费莱蒂·塞韦莱（Feleti Sevele）（2006年－）
- 圖瓦盧
  - 君主：伊丽莎白二世（Elizabeth II）（1978年－）
  - 总督：Filoimea Telito（2005年－）
  - 总理：Maatia Toafa（2004年－）
- 萬那杜
  - 总统：卡尔科特·马塔斯凯莱凯莱（Kalkot Mataskelekele）（2004年－）
  - 总理：汉姆·利尼（Ham Lini）（2004年－）

## 歐洲
- 阿爾巴尼亞
  - 总统：阿尔弗雷德·莫伊休（Alfred Moisiu）（2002年－）
  - 总理：萨利·贝里沙（Sali Berisha）（2005年－）
- 安道爾
  - 大公：
    - 法国总统：
      1. 雅克·希拉克（Jacques Chirac）（1995年－2007年）
      2. 尼古拉·萨科齐（Nicolas Sarkozy）（2007年－）

    - 西班牙乌赫尔地方主教：霍安·恩里克·比韦斯·西西利亚（Joan Enric Vives Sicília）（2003年－）

  - 首相：阿尔韦特·平塔特（Albert Pintat）（2005年－）
- 亞美尼亞
  - 总统：罗伯特·科恰良（Robert Kocharyan）（1998年－）
  - 总理：
    1. 安德拉尼克·马尔加良（Andranik Margaryan）（2000年－2007年）
    2. 谢尔日·萨尔格相（Serzh Sargsyan）（2007年－）
- 奧地利
  - 总统：海因茨·菲舍尔（Heinz Fischer）（2004年－）
  - 总理：
    1. 沃尔夫冈·许塞尔（Wolfgang Schüssel）（2000年－2007年）
    2. 阿尔弗雷德·古森鲍尔（Alfred Gusenbauer）（2007年－）
- 阿塞拜疆
  - 总统：伊利哈姆·阿利耶夫（Ilham Aliyev）（2003年－）
  - 总理：阿图尔·拉西扎德（Artur Rasizade）（2003年－）
- 白俄羅斯
  - 总统：亚历山大·卢卡申科（Aleksandr Lukashenko）（1994年－）
  - 总理：谢尔盖·西多尔斯基（Sergey Sidorsky）（2003年－）
- 比利時
  - 国王：阿尔贝二世（Albert II）（1993年－）
  - 首相：居伊·费尔霍夫施塔特（Guy Verhofstadt）（1999年－）
- 波斯尼亞黑塞哥維那
  - 主席团：
    - 塞族成员：内博伊沙·拉德曼诺维奇（Nebojša Radmanović）（2006年－）
    - 波族成员：哈里斯·西拉伊季奇（Haris Silajdžić）（2006年－）
    - 克族成员：热利科·科姆希奇（Željko Komšić）（2006年－）

  - 部长会议主席：
    1. 阿德南·泰尔齐奇（Adnan Terzić）（2003年－2007年）
    2. 尼古拉·什皮里奇（Nikola Špirić）（2007年－）
- 保加利亞
  - 总统：格奥尔基·珀尔瓦诺夫（Georgi Parvanov）（2002年－）
  - 部长会议主席：塞尔盖伊·斯塔尼舍夫（Sergey Stanishev）（2005年－）
- 克羅地亞
  - 总统：斯捷潘·梅西奇（Stjepan Mesić）（2000年－）
  - 總理：伊沃·萨纳德（Ivo Sanader）（2003年－）
- 捷克
  - 总统：瓦茨拉夫·克劳斯（Václav Klaus）（2003年－）
  - 总理：米雷克·托波拉内克（Mirek Topolánek）（2006年－）
- 塞浦路斯
  - 总统：塔索斯·帕帕佐普洛斯（Tassos Papadopoulos）（2003年－）
- 丹麥
  - 君主：玛格丽特二世（Margrethe II）（1972年－）
  - 首相：安诺斯·福格·拉斯穆森（Anders Fogh Rasmussen）（2001年－）
- 愛沙尼亞
  - 总统：托马斯·亨德里克·伊尔韦斯（Toomas Hendrik Ilves）（2006年－）
  - 总理：安德鲁斯·安西普（Andrus Ansip）（2005年－）
- 芬蘭
  - 总统：塔里娅·哈洛宁（Tarja Halonen）（2000年－）
  - 总理：马蒂·万哈宁（Matti Vanhanen）（2003年－）
- 法國
  - 總統：
    1. （Jacques Chirac）（1995年－2007年）
    2. 尼古拉·萨科齐（Nicolas Sarkozy）（2007年－）

  - 總理：
    1. 多米尼克·德維爾潘（Dominique de Villepin）（2005年－2007年）
    2. 弗朗索瓦·菲永（François Fillon）（2007年－）
- 德國
  - 總統：霍斯特·克勒（Horst Köhler）（2004年－）
  - 總理：（Angela Merkel）（2005年－）
- 格魯吉亞
  - 总统：米哈伊尔·萨卡什维利（Mikhail Saakashvili）（2004年－）
  - 总理：佐拉布·诺盖代利（Zurab Nogaideli）（2005年－）
- 希臘
  - 总统：卡罗洛斯·帕普利亚斯（Karolos Papoulias）（2005年－）
  - 总理：科斯塔斯·卡拉曼利斯（Costas Caramanlis）（2004年－）
- 匈牙利
  - 总统：绍约姆·拉斯洛（Sólyom László）（2005年－）
  - 总理：久尔恰尼·费伦茨（Gyurcsány Ferenc）（2004年－）
- 冰島
  - 总统：奥拉维尔·拉格纳·格里姆松（Ólafur Ragnar Grímsson）（1996年－）
  - 总理：盖尔·哈尔德（Geir Haarde）（2006-）
- 愛爾蘭
  - 总统：玛丽·麦卡利斯（Mary McAleese）（1997年－）
  - 总理：伯蒂·埃亨（Bertie Ahern）（1997年－）
- 義大利
  - 总统：乔治·纳波利塔诺（Giorgio Napolitano）（2006年－）
  - 總理：羅馬諾·普羅迪（Romano Prodi）（2006年－）
- 拉脫維亞
  - 总统：
    1. 瓦伊拉·维凯·弗赖贝加（Vaira Vīķe-Freiberga）（1999年－2007年）
    2. 瓦尔季斯·扎特莱尔斯（Valdis Zatlers）（2007年－）

  - 总理：艾加尔斯·卡尔维季斯（Aigars Kalvitis）（2004年－）
- 列支敦士登
  - 公爵：汉斯-亚当二世（Hans Adam II）（1989年－）
  - 摄政：阿洛伊斯王子（Prince Alois）（2004年－）
  - 首相：奥特马尔·哈斯勒（Otmar Hasler）（2001年－）
- 立陶宛
  - 总统：瓦尔达斯·阿达姆库斯（Valdas Adamkus）（2004年－）
  - 总理：格季米纳斯·基尔基拉斯（Gediminas Kirkilas）（2006年－）
- 盧森堡
  - 大公：亨利（Henri）（2000年－）
  - 首相：让-克洛德·容克（Jean-Claude Juncker）（1995年－）
- 馬其頓
  - 总统：布兰科·茨尔文科夫斯基（Branko Crvenkovski）（2004年－）
  - 总理：尼古拉·格鲁埃夫斯基（Nikola Gruevski）（2006年－）
- 馬爾他
  - 总统：埃迪·费内克·阿达米（Eddie Fenech Adami）（2004年－）
  - 总理：劳伦斯·贡齐（Lawrence Gonzi）（2004年－）
- 摩爾多瓦
  - 总统：弗拉迪米尔·沃罗宁（Vladimir Voronin）（2001年－）
  - 总理：瓦希里·塔尔莱夫（Vasile Tarlev）（2001年－）
- 摩納哥
  - 亲王：阿尔贝二世（Albert II）（2005年－）
  - 国务大臣：让-保罗·普鲁斯特（Jean-Paul Proust）（2005年－）
- 黑山
  - 总统：菲利普·武亚诺维奇（Filip Vujanović）（2002年－）
  - 总理：热利科·什图拉诺维奇（Željko Šturanović）（2006年－）
- 荷蘭
  - 君主：贝娅特丽克丝女王（Beatrix）（1980年－）
  - 首相：扬·彼得·巴尔克嫩德（Jan Peter Balkenende）（2002年－）
- 挪威
  - 君主：哈拉爾五世（Harald V）（1991年－）
  - 首相：延斯·斯托爾滕貝格（Jens Stoltenberg）（2005年－）
- 波蘭
  - 总统：莱赫·卡钦斯基（Lech Kaczyński）（2005年－）
  - 总理：雅罗斯瓦夫·卡钦斯基（Jarosław Kaczyński）（2006年－）
- 葡萄牙
  - 总统：阿尼巴尔·卡瓦科·席尔瓦（Aníbal Cavaco Silva）（2006年－）
  - 总理：若泽·苏格拉底（José Sócrates）（2005年－）
- 羅馬尼亞
  - 总统：
    1. 特拉扬·伯塞斯库（Traian Băsescu）（2004年－2007年）
    2. 尼古拉·沃克罗尤（Nicolae Văcăroiu）（2007年－）

  - 总理：克林·波佩斯库-特里恰努（Călin Popescu-Tăriceanu）（2004年－）
- 俄羅斯
  - 總統：弗拉基米爾·普京（Vladimir Putin）（1999年－）
  - 總理：米哈伊爾·弗拉德科夫（Mikhail Fradkov）（2004年－）
- 聖馬利諾
  - 执政官：
    1. 安东尼奥·卡拉托尼和罗伯托·焦尔杰蒂（2006年－2007年）
    2. 亚历山德罗·罗西和亚历山德罗·曼奇尼（2007年－）
- 塞爾維亞
  - 总统：鲍里斯·塔迪奇（Boris Tadić）（2004年－）
  - 总理：沃伊斯拉夫·科什图尼察（Vojislav Koštunica）（2004年－）
- 斯洛伐克
  - 总统：伊万·加什帕罗维奇（Ivan Gašparovič）（2004年－）
  - 总理：罗伯特·菲科（Robert Fico）（2006年－）
- 斯洛維尼亞
  - 总统：亚内兹·德尔诺夫舍克（Janez Drnovšek）（2002年－）
  - 总理：亚内兹·扬沙（Janez Janša）（2004年－）
- 西班牙
  - 君主：胡安·卡洛斯一世（Juan Carlos I）（1975年－）
  - 首相：何塞·路易斯·罗德里格斯·萨帕特罗（José Luis Rodríguez Zapatero）（2004年－）
- 瑞典
  - 君主：卡尔十六世·古斯塔夫（Carl XVI Gustaf）（1973年－）
  - 首相：弗雷德里克·赖因费尔特（Fredrik Reinfeldt）（2006年－）
- 瑞士
  - 联邦委员会：莫里茨·洛伊恩贝格尔（Moritz Leuenberger）（1995年－）、帕斯卡尔·科切平（Pascal Couchepin）（1998年－）、萨穆埃尔·施密德（Samuel Schmid）（2000年－）、米舍利娜·卡尔米-雷伊（Micheline Calmy-Rey）（2007年联邦主席）（2002年－）、克里斯托夫·布勒歇尔（Christoph Blocher）（2003年－）、汉斯-鲁道夫·默茨（Hans-Rudolf Merz）（2003年－）、多里斯·勒塔尔德（Doris Leuthard）（2006年－）
- 土耳其
  - 总统：
    1. 艾哈迈德·内杰代特·塞泽尔（Ahmet Necdet Sezer）（2000年－2007年8月28日）
    2. 阿卜杜拉·居尔（Abdullah Gül）（2007年8月28日－）

  - 总理：雷杰普·塔伊普·埃尔多安（Recep Tayyip Erdoğan）（2003年－）
- 烏克蘭
  - 總統：維克托·尤先科（Victor Yushchenko）（2005年－）
  - 總理：維克托·亞努科維奇（Viktor Yanukovych）（2005年－）
- 英國
  - 君主：伊莉莎白二世（Elizabeth II）（1952年－）
  - 首相：
    1. 托尼·布萊爾（Tony Blair）（1997年－2007年）
    2. 戈登·布朗（Gordon Brown）（2007年－）
- 梵蒂冈
  - 教宗：本篤十六世（Benedict XVI）（2005年－）

## 中東
- 巴林
  - 国王：哈马德·本·伊萨·阿勒哈利法（Hamad bin Isa Al Khalifa）（1999年－）
  - 首相：哈利法·本·萨勒曼·阿勒哈利法（Khalifa bin Salman Ali Khalifa）（1971年－）
- 埃及
  - 總統：胡斯尼·穆巴拉克（Hosni Mubarak）（1981年－）
  - 總理：艾哈迈德·纳齐夫（Ahmed Nazif）（2004年－）
- 伊朗
  - 精神領袖：阿里·哈梅內伊（Ali Khamenei）（1989年－）
  - 總統：马哈茂德·艾哈迈迪内贾德（Mahmoud Ahmadinejad）（2005年－）
- 伊拉克
  - 總統：賈拉勒·塔拉巴尼（Jalal Talabani）（2005年－）
  - 總理：努里·马利基（Nuri al-Maliki）（2006年－）
- 以色列
  - 總統：
    1. 摩西·卡察夫（Moshe Katsav）（2000年－2007年）
    2. 达利亚·伊齐克（Dalia Itzik）（代理总统）（2007年）
    3. 希蒙·佩雷斯（Shimon Peres）（2007年－）

  - 總理：埃胡德·奥尔默特（2006年－）
- 約旦
  - 國王：阿卜杜拉二世（1999年－）
  - 首相：马鲁夫·阿勒巴希特（2005年－）
- 科威特
  - 埃米爾：萨巴赫·艾哈迈德·贾比尔·萨克赫（2006年－）
  - 首相：納賽爾·穆罕默德·艾哈邁德·薩巴赫（2006年－）
- 黎巴嫩
  - 總統：埃米爾·拉胡德（1998年－）
  - 總理：福阿德·西尼烏拉（2005年－）
- 阿曼
  - 苏丹：卡布斯·本·赛义德（Qaboos Bin Said）（1970年－）
  - 首相：卡布斯·本·赛义德（Qaboos Bin Said）（1972年－）
- 巴勒斯坦（巴勒斯坦民族權力機構）
  - 主席：马哈茂德·阿巴斯（Mahmoud Abbas）（2005年－）
  - 總理：
    1. 伊斯梅爾·哈尼亞（Ismail Haniya）（2006年－2007年）
    2. 萨拉姆·法耶兹（Salam Fayyad）（紧急政府）（2007年－）
- 卡達
  - 埃米尔：哈马德·伊本·哈利法·阿勒萨尼（Hamad ibn Khalifa Al Thani）（1995年－）
  - 首相：
    1. 阿卜杜拉·伊本·哈利法·阿勒萨尼（Abdullah ibn Khalifa Al Thani）（1996年－2007年）
    2. 哈马德·伊本·贾比尔·阿勒萨尼（Hamad ibn Jaber Al Thani）
- 沙烏地阿拉伯
  - 國王：阿卜杜拉·本·阿卜杜勒-阿齊茲（Abdullah bin Abdul Aziz）（2005年－）
  - 首相：阿卜杜拉·本·阿卜杜勒-阿齊茲（Abdullah bin Abdul Aziz）（2005年－）
- 敘利亞
  - 总统：巴沙尔·阿萨德（Bashar al-Assad）（2000年－）
  - 总理：穆罕默德·纳吉·奥塔里（Muhammad Naji al-Otari）（2003年－）
- 阿拉伯聯合大公國
  - 总统：哈利法·本·扎耶德·阿勒纳哈扬（Khalifa bin Zayed Al Nahayan）（2004年－）
  - 总理：穆罕默德·本·拉希德·拉勒马克图姆（Mohammed bin Rashid Al Maktoum）（2006年－）
- 葉門
  - 總統：阿里·阿卜杜拉·薩利赫（Ali Abdullah Saleh）（1990年－）
  - 總理：
    1. 阿卜杜勒·卡迪爾·巴賈邁勒（Abdul Qadir Bajamal）（2001年－2007年）
    2. 阿里·穆罕默德·穆朱尔（Ali Mohammed Mujur）（2007年－）

## 中北美洲
- 安提瓜和巴布達
  - 君主：伊莉莎白二世（Elizabeth II）（1981年－）
  - 总督：詹姆斯·卡莱尔（James Carlisle）（1993年－）
  - 总理：鲍德温·斯潘塞（Baldwin Spencer）（2004年－）
- 阿魯巴（荷蘭）
  - 君主：（Queen Beatrix）（1980年－）
  - 总督：弗雷迪斯·雷丰卓（Fredis Refunjol）（2004年－）
  - 总理：内尔松·O·奥杜贝（Nelson O. Oduber）（2001年－）
- 巴哈馬
  - 君主：伊莉莎白二世（Elizabeth II）（1973年－）
  - 总督：阿瑟·戴恩·汉纳（Arthur Dion Hanna）（2006年－）
  - 总理：
    1. 佩里·克里斯蒂（Perry Christie）（2002年－2007年）
    2. 休伯特·英格拉哈姆（Hubert Ingraham）（2007年－）
- 巴貝多
  - 君主：伊莉莎白二世（Elizabeth II）（1966年－）
  - 总督：克利福德·赫斯本兹（Clifford Husbands）（1996年－）
  - 总理：欧文·阿瑟（Owen Arthur）（1994年－）
- 貝里斯
  - 君主：伊莉莎白二世（Elizabeth II）（1981年－）
  - 总督：科尔维尔·扬（Colville Young）（1993年－）
  - 总理：赛义德·穆萨（Said Musa）（1998年－）
- 加拿大
  - 君主：伊莉莎白二世（Elizabeth II）（1952年－）
  - 总督：米歇尔·让（Michaëlle Jean）（2005年－）
  - 总理：斯蒂芬·哈珀（Stephen Harper）（2006年－）
- 哥斯达黎加
  - 总统：奥斯卡·阿里亚斯（Óscar Arias）（2006年－）
- 古巴
  - 国务委员会主席：菲德爾·卡斯特罗（Fidel Castro）（1976年－）
  - 部长会议主席：菲德爾·卡斯特罗（Fidel Castro）（1959年－）
- 多米尼克
  - 总统：尼古拉斯·利物浦（Nicholas Liverpool）（2003年－）
  - 总理：罗斯福·斯凯里特（Roosevelt Skerrit）（2004年－）
- 多明尼加共和國
  - 总统：莱昂内尔·费尔南德斯（Leonel Fernández）（2004年－）
- 薩爾瓦多
  - 总统：安东尼奥·萨卡（Antonio Saca）（2004年－）
- 格瑞那達
  - 君主：伊莉莎白二世（Elizabeth II）（1974年－）
  - 总督：丹尼尔·威廉斯（Daniel Williams）（1996年－）
  - 总理：基思·米切尔（Keith Mitchell）（1995年－）
- 瓜地馬拉
  - 总统：奥斯卡·贝尔赫（Óscar Berger）（2004年－）
- 海地
  - 总统：勒内·普雷瓦尔（René Préval）（2006年－）
  - 总理：雅克-爱德华·亚历克西（Jacques-Édouard Alexis）（2006年－）
- 宏都拉斯
  - 总统： 曼努埃尔·塞拉亚（Manuel Zelaya）（2006年－）
- 牙買加
  - 君主：伊莉莎白二世（Elizabeth II）（1962年－）
  - 总督：肯尼思·霍尔（Kenneth Hall）（2006年至今）
  - 总理：波蒂亚·辛普森-米勒（Portia Simpson-Miller）（2006年－）
- 墨西哥
  - 總統：费利佩·卡尔德龙（Felipe Calderón）（2006年－）
- 荷屬安地列斯（荷蘭）
  - 君主：（Queen Beatrix）（1980年－）
  - 总督：弗里茨·胡德赫德拉赫（Frits Goedgedrag）（2002年－）
  - 总理：埃米莉·德容-埃赫（Emily de Jongh-Elhage）（2006年－）
- 尼加拉瓜
  - 总统：
    1. 恩里克·博拉尼奥斯（Enrique Bolaños）（2002年－2007年）
    2. 丹尼尔·奥尔特加（Daniel Ortega）（2007年－）
- 巴拿馬
  - 總統：馬丁·托里霍斯（Martín Torrijos）（2004年－）
- 聖克里斯多福及尼維斯
  - 君主：伊莉莎白二世（Elizabeth II）（1983年－）
  - 总督：卡思伯特·塞巴斯蒂安（Cuthbert Sebastian）（1996年－）
  - 总理：登齐尔·道格拉斯（Denzil Douglas）（1995年－）
- 聖露西亞
  - 君主：伊莉莎白二世（Elizabeth II）（1979年－）
  - 总督：皮尔莱特·路易丝（Pearlette Louisy）（1997年－）
  - 总理：约翰·康普顿（John Compton）（2006年－）
- 聖文森及格瑞那丁
  - 君主：伊莉莎白二世（Elizabeth II）（1979年－）
  - 总督：弗雷德里克·巴兰坦（Frederick Ballantyne）（2002年－）
  - 总理：拉尔夫·冈萨尔维斯（Ralph Gonsalves）（2001年－）
- 千里達和托巴哥
  - 总统：乔治·马克斯韦尔·理查兹（George Maxwell Richards）（2003年－）
  - 总理：帕特里克·曼宁（Patrick Manning）（2001年－）
- 美国
  - 总统：乔治·W·布什（George W. Bush）（2001年－）

## 南美洲
- 阿根廷
  - 总统：内斯托尔·基什内尔（Néstor Kirchner）（2003年－）
- 玻利维亚
  - 总统：埃沃·莫拉莱斯（Evo Morales）（2006年－）
- 巴西
  - 总统：路易斯·伊纳西奥·卢拉·达席尔瓦（Luiz Inácio Lula da Silva）（2003年－）
- 智利
  - 总统：米歇尔·巴切莱特（Michelle Bachelet）（2006年－）
- 哥伦比亚
  - 总统：阿尔瓦罗·乌里韦（Álvaro Uribe）（2002年－）
- 厄瓜多尔
  - 总统：
    1. 阿尔弗雷多·帕拉西奥（Alfredo Palacio）（2005年－2007年）
    2. 拉斐尔·科雷亚（Rafael Correa）（2007年－）
- 圭亚那
  - 总统：巴拉特·贾格迪奥（Bharrat Jagdeo）（1999年－）
  - 总理：萨姆·海因兹（Sam Hinds）（1999年－）
- 巴拉圭
  - 总统：尼卡诺尔·杜阿尔特·弗鲁托斯（Nicanor Duarte Frutos）（2003年－）
- 秘鲁
  - 总统：阿兰·加西亚（Alan García）（2006年－）
  - 总理：豪尔赫·德尔卡斯蒂略（Jorge Del Castillo）（2006年－）
- 苏里南
  - 总统：罗纳德·韦内蒂安（Ronald Venetiaan）（2000年－）
- 乌拉圭
  - 总统：塔瓦雷·巴斯克斯（Tabaré Vázquez）（2005年－）
- 委内瑞拉
  - 总统：乌戈·查韦斯（Hugo Chávez）（1999年－）